# Kultura Chavin
Kultura Chavín je ena od najstarejših kultur Južne Amerike. Začetek kulture Chavín se umešča med leti 900 in 800 pr. n. št. a je verjetno precej starejša, med leti 3000 in 1500 pr. n. št., saj so poskusi s C14 in fluorom na keramiki za žrtvene darove iz četrtega sloja, zanesljivo pokazali, da izvira vsaj iz 15. stol. pr. n. št.
Danes je znana pod imenom Chavín po pomembnem mestu Chavín de Huántar v srednjem Peruju. Ljudstvo je zgradilo velike templje, izdelovalo fine tkanine in versko umetnost posebnega sloga. Bili so tudi prvi ljudstvo, ki je zedinilo ravninsko priobalno področje Peruja z visokim planinskim v zaledju. S tem so tlakovali pot ostalim perujskim civilizacijam, kot so bili Inki. Po padcu kulture Chavin na območju Andov, so se razvile druge kulture, na primer kultura Chimú.
V Chavínu de Huantar danes ležijo ruševine piramid in zgradb, ki se nahajajo na obronkih, imenovanih "utrdbe". Na tem arheološkem najdišču so tudi najznamenitejši podzemni hodniki, ki tvorijo pravi labirint, za katerega še vedno ni znano, kakšen je bil njegov namen. So brezhibno zgrajeni, obloženi so z velikimi kamnitimi ploščami iz vrste sivega granita in podprti z loki iz istega materiala, vse neznanega izvora.

## Umetnost
Chavínska umetnost je bila zelo kompleksna. Umetniki so izdelovali kamnite reliefe, kipe iz plemenitih kovin ter prekrasne tkanine, od katerih so se nekatere tudi ohranile. Njihove priljubljene teme so bile bogovi in boginje ter svečeniki, ptice in živali, ko so jim bile posvečene. Mnoga umetniška dela, kot so tkanine in zlati kipci, so bila majhna in so se lahko prenašala. Z njimi so trgovali v celotni Južni Ameriki, kasnejše kulture pa so oponašale njihov slog.
V Chavinu oziroma njegovem labirintu, se nahaja stela Lanzón, za katero ni jasno, kako je bila tja postavljena. Je monolitni kip božanstva, visok 4,53 metra, imenovan "Velika sulica" ali "Veliki idol kopje". V njegovem zgornjem delu je vdolbina, za katero arheologi domnevajo, da je bila namenjena zbiranju krvi žrtvovanih. Na dnu vdolbine so našli upodobljen majhen načrt celotnega ceremonialnega središča v Chavínu. Na osnovi te risbe je dr. Lumreras izkopaval najdišče in naletel na krožno svetišče, ki ga v Peruju imenujejo "gromovnik". Vzdolž granitnega krožnega zidu je izklesan niz jaguarjev. Druga najdba je bil monolit s sedmimi vdolbinami, imenovana "Kamen s sedmimi luknjami". Teh sedem vdolbin skupaj prikazuje podobo jaguarja.

### Kenning
Chavínski kiparji so za prikazovanje delov telesa radi uporabljali kenning, svojevrstno vizualno igro. Namesto da bi realistično prikazali obraz osebe, so ustvarili ponavljajoče motive kot so oči in kače. Zaradi tega so mnogi chavínski reliefi zelo čudni in jih je težko razumeti. To andsko ljudstvo je izdelovalo tudi zelo dekorativne keramične posode z visokimi zakrivljenimi ročaji.

## Religija
Kultura Chavín je poznala več bogov, med katerimi je bila tudi podoba imenovana El Lanzón ali 'nasmejani bog'. Njegov kip je bil nameščen v osrednjem prostoru templja v Chavín de Huántarju. Nad kipom je bila odprtina. Skoznjo je lahko spregovorila skrita oseba, kar je dajalo vtis, da govori sam bog.
To je bil najbrž glavni bog 'Starega templja', ker je bil njegov kip najden v najbolj skritem prostoru stare zgradbe. To je bila podoba človeka z mačjimi zobmi, kar namiguje na to, da je bil pol-človek, pol-jaguar, podobno kot mnogi stari bogovi v Južni in Srednji Ameriki.
Še eno pomembno chavínsko božanstvo je bilo znano kot 'Bog s palico'. Ta lik je prikazan na reliefih kako maha z dolgo palico. Pogosto se prikazuje z rastlinami kot so manioka, bučke in paprike; verovali so, da je skrbnik in zaščitnik teh dragocenih živil.

## Po kulturi Chavín
Po propadu kulture Chavín, so v Andih dominirala različna ljudstva. Še ena gorska kultura, Tiahuanaco in sosedna, Huari, so cvetele 6. stoletja do 10. stoletja, dokler jih niso pokorili Inki.

### Tiahuanaco
Ta gorska kultura je bila močna, centralizirana država, umeščena v mestu na visoki planoti, 4000 m nad morjem. Med njenimi spomeniki so Sončna vrata izklesana iz enega kamnitega bloka.